# Polardvärgspindel
Polardvärgspindel (Zornella cultrigera) är en spindelart som först beskrevs av Ludwig Carl Christian Koch 1879.  Polardvärgspindel ingår i släktet Zornella och familjen täckvävarspindlar. Arten är reproducerande i Sverige. Inga underarter finns listade i Catalogue of Life.